# 2 Pułk Taborów

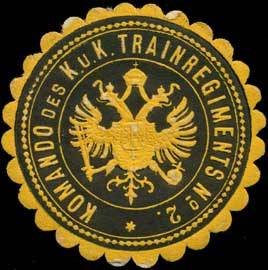
Pieczęć Komendy c. i k. Pułku Taborów Nr 2

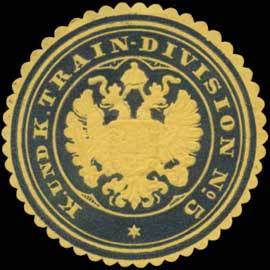
Pieczęć c. i k. Dywizjonu Taborów Nr 5

2 Pułk Taborów (Train.-Reg. Nr 2, TrR. Nr. 2) – pułk taborów cesarskiej i królewskiej Armii.

## Historia pułku
2 Pułk Taborów został sformowany 1 maja 1880 roku, w ramach przekształcenia dotychczasowej formacji (niem. Militär-Fuhrwesens-Corps) w rodzaj wojsk (niem. Train-Truppe).
W latach 1880–1882 w skład pułku wchodził:
- Sztab pułku i 4. Dywizjon Taborów w Budapeszcie na terytorium podporządkowanym Generalnej Komendzie w Budapeszcie,
- 5. Dywizjon Taborów w Bratysławie (niem. Pressburg, węg. Pozsony) na terytorium podporządkowanym Komendzie Wojskowej w Bratysławie,
- 6. Dywizjon Taborów w Koszycach (niem. Kaschau) na terytorium podporządkowanym Komendzie Wojskowej w Koszycach,
- 7. Dywizjon Taborów w Timișoarze (węg. Temesvár) na terytorium podporządkowanym Komendzie Wojskowej w Timișoarze,
- 12. Dywizjon Taborów w Sybinie (niem. Hermannstadt, węg. Nagyszeben) na terytorium podporządkowanym Komendzie Wojskowej w Sybinie[2][3].

Na przełomie 1882 i 1883 roku została przeprowadzona reorganizacja terytorialnych władz wojskowych, a wraz z nią wprowadzona nowa organizacja taborów. W 1883 roku, po przeprowadzonej reorganizacji, w skład pułku wchodził:
- Sztab pułku i 4. Dywizjon Taborów w Budapeszcie na terytorium 4 Korpusu,
- 5. Dywizjon Taborów w Bratysławie na terytorium 5 Korpusu,
- 6. Dywizjon Taborów w Koszycach na terytorium 6 Korpusu,
- 7. Dywizjon Taborów w Timișoarze na terytorium 7 Korpusu,
- 12. Dywizjon Taborów w Sybinie na terytorium 12 Korpusu[4].

W latach 1889–1910 w skład pułku wchodził:
- Sztab pułku i 4. Dywizjon Taborów w Budapeszcie podporządkowany komendantowi 4 Brygady Artylerii,
- 5. Dywizjon Taborów w Bratysławie podporządkowany komendantowi 5 Brygady Artylerii,
- 6. Dywizjon Taborów w Koszycach podporządkowany komendantowi 6 Brygady Artylerii,
- 7. Dywizjon Taborów w Timișoarze podporządkowany komendantowi 7 Brygady Artylerii,
- 12. Dywizjon Taborów w Sybinie podporządkowany komendantowi 12 Brygady Artylerii[5][6][7].

W 1910 roku pułk został rozwiązany, a wchodzące w jego skład dywizjony zostały samodzielnymi oddziałami, podporządkowanymi bezpośrednio komendantom korpusów na terytorium, których stacjonowały:
- 4. Dywizjon Taborów w Budapeszcie,
- 5. Dywizjon Taborów w Bratysławie,
- 6. Dywizjon Taborów w Koszycach,
- 7. Dywizjon Taborów w Timișoarze,
- 12. Dywizjon Taborów w Sybinie[8].

## Komendanci pułku
- ppłk / płk Wenzel Kreysky (1880 – 1883 → stan spoczynku)
- ppłk / płk Johann Rödiger (1884 – 1 III 1891 → stan spoczynku w stopniu tytularnego generała majora[9])
- płk Franz Cypra von Cypressenburg (1891 – 1 I 1897 → stan spoczynku w stopniu tytularnego generała majora[10])
- płk Friedrich von Maschauer (1897 – 1900 → stan spoczynku, 5 X 1907 mianowany na stopień tytularnego generała majora[11])
- płk Joseph von Blaschka (1900 – 1904 → generalny inspektor taborów, 23 XI 1905 mianowany na stopień generała majora[11])
- ppłk / płk Jaroslav Kahles (1904 – 1910 → inspektor taborów w Budapeszcie, 29 X 1911 mianowany na stopień tytularnego generała majora[12])